# Russell Malone
Russell Malone (Albany, 8 novembre 1963 – Tokyo, 23 agosto 2024) è stato un chitarrista jazz statunitense, meglio conosciuto per la sua collaborazione con Jimmy Smith, Harry Connick Jr. e Diana Krall.

## Biografia
Influenzato dalle interpretazioni di B.B. King e di George Benson, fu un musicista autodidatta. Iniziò a suonare la chitarra all'età di quattro anni, su uno strumento giocattolo regalatogli dalla madre.